# Антиох IX Кизикен
Антиох IX Кизикен, (гр. „от град Кизик“), (с официални прозвища Филопатор и Евсеб) е владетел от династията на Селевкидите, син на Антиох VII Сидет и Клеопатра Теа. Управлява от 114 пр.н.е. до 96 пр.н.е. в Коилесирия.
След гибелта на баща му Антиох VII във войната с Партия през 129 пр.н.е. на трона в Сирия се завръща Деметрий II Никатор. Малолетния Антиох IX намира убежище в град Кизик, от където идва прозвището му. Когато на власт идва Антиох VIII Грюпос, синът на Деметрий II, Антиох IX се връща в Сирия през 116 пр.н.е., за да предяви претенциите си за трона. Това дава началото на нова серия от междуособни войни продължили няколко десетилетия.
Антиох IX Кизикен се установява в Дамаск, Коилесирия, откъдето води война срещу своя братовчед и полубрат Антиох VIII Грюпос. След оспорван конфликт с несигурен изход, Сирийското царство е разделено между двамата, като Антиох VIII управлява северната половина, а Антиох IX – южната.
След смъртта на баща си през 96 пр.н.е., Селевк VI Епифан, син и наследник на Антиох VIII Грюпос, подновява конфликта, побеждава и убива Антиох IX Кизикен.
Антиох IX Кизикен се жени през 115 пр.н.е. за Клеопатра IV и има с нея син Антиох X Евсеб, който го наследява.